# Maximilian Tänzl von Tratzberg
Maximilian Freiherr Tänzl von Tratzberg (* 28. März 1838 in Berchtesgaden; † 28. April 1921 in Dietldorf) war königlich-bayerischer Kämmerer, Gutsbesitzer und Mitglied des Deutschen Reichstags.

## Leben
Maximilian Freiherr Tänzl von Tratzberg stammte aus dem ursprünglich tirolerischen Adelsgeschlecht Tänzl von Tratzberg. Sein Vater war der königlich-bayerischer Kämmerer und Regierungsrat a. D. Philipp Freiherr Tänzl von Tratzberg († 23. April 1875). Maximilian Tänzl von Tratzberg war Gutsbesitzer auf Schloss Dietldorf. Als Bezirksfeuerwehrvertreter war er maßgeblich an der Gründung der Freiwilligen Feuerwehr Dietldorf beteiligt. Von 1888 bis 1892 war er Mitglied der Bayerischen Kammer der Abgeordneten und von 1888 bis 1890 des Deutschen Reichstags für den Wahlkreis Oberpfalz 2 (Amberg) und die Deutsche Zentrumspartei. Er starb am 28. April 1921 im Alter von 83 Jahren auf Schloss Dietldorf.

## Familie
Maximilian Tänzl von Tratzberg heiratete am 7. August 1869 Auguste Gräfin Fischler von Treuberg (* 8. Oktober 1846), mit der er einen Sohn und fünf Töchter hatte, u. a.:
1. Maria Amalie Freiin Tänzl von Tratzberg (* 18. Februar 1871 in Dietldorf)
2. Philipp Johann Freiherr Tänzl von Tratzberg (* 13. Dezember 1872 in Dietldorf)
3. Isabella Alfonse Brigitta Freiin Tänzl von Tratzberg (* 2. August 1876 in Dietldorf)
4. Johanna Franziska Klementine Maria Maximiliana Freiin Tänzl von Tratzberg (* 22. September 1877 in Dietldorf)
5. Maria Antonia Isabella Felizitas Brigitta Freiin Tänzl von Tratzberg (* 8. Juni 1885 in Dietldorf)